# Королевство Тунис
Короле́вство Туни́с (фр. Royaume de Tunisie; араб. المملكة التونسية‎ el-Mamlka et-Tūnsīya) — кратковременное государство, появившееся 20 марта 1956 после получения независимости Туниса от Франции и просуществовавшее до свержения монархии и провозглашения республики 25 июля 1957 года.

## История

Герб Туниса до 1956 года, относящаяся к династии Хусейнидов.

Движение за независимость, длившееся многие десятилетия, в конце концов одержало победу, что привело к концу французского протектората (начался в 1881 году). В 1954 году тунисская борьба и последующие гражданские волнения привели к началу переговоров о предоставлении Францией Тунису внутренней автономии с сохранением института монархии, переговоры велись политической партией Нео-Дестур (под руководством Хабиб Бургиба) при поддержке тунисских профсоюзов и Лиги арабских государств. Согласованная в апреле 1955 года Конвенция устанавливала, что при предоставлении автономии Франция сохранит контроль над армией и внешней политикой, сама автономия должна была начаться в следующем году. Бургиба был освобождён из французской тюрьмы, после чего ему был устроен бурный приём.
Этот компромисс, однако, разделил движение Нео-Дестур, что, в конце концов, привело к подавлению её левого крыла и изгнанию его радикального панарабского лидера Салаха бен Юсефа, который позже бежал в Египет. Это разрешение внутрипартийного спора показало, что Нео-Дестур будет следовать умеренному пути.
Французы в то время прекратили свой протекторат над Марокко, чтобы сконцентрировать силы в Алжире. Под влиянием общественного мнения, озвученного тунисцами, Бургиба настаивал на независимости. Французы, преодолевая бурные возражения французских поселенцев, в конце концов был подписан протокол о признании Францией независимости Туниса. 20 марта 1956 года Тунис достиг своего полного суверенитета. В июле была принята заявка Туниса на членство в ООН.

### Независимость Туниса
Задуманная Францией независимость Туниса в форме конституционной монархии во главе с беем Туниса Мухаммадом VIII аль-Амином. Предыдущий бей  Мухаммед VII аль-Мунсиф был популярным националистом, но некоторые считали, что Амин-бей был скомпрометирован французами, другие считали его сторонником Юсефа или последователем Бен Юсефа. Первые выборы были проведены 25 марта 1956 года; из-за секретных договоренностей, достигнутых Бургибой с беем, выборы проходили исключительно по пропорциональной системе. На выборах в Национальное собрание победила партия Нео-Дустур, а Хабиб Бургиба возглавил правительство страны в должности премьер-министра.

### Реформы в королевстве
Премьер-министр Бургиба с первых месяцев независимости провёл радикальные реформы в Тунисе. 13 августа 1956 года он издал Кодекс личного статуса в Тунисе, запрещающий многожёнство и уполномочивающий суды рассматривать заявления о разводе, судебная же система была объединена. На административном уровне в июне 1956 года система «аль-Киядат» (Caïds) была упразднена и заменена 14 мухафазами или провинциями. В том же месяце была реформирована армия, а до этого, в апреле 1956 года, контроль над безопасностью государства перешёл под контроль правительства Туниса. Правительство также прилагало неустанные усилия для преобразования государственных структур. Бургиба также издал приказ от 31 мая 1956 года, в котором предусматривалось приостановление финансовых льгот для членов королевской семьи.
21 июня того же года был издан приказ об изменении герба Туниса, согласно которому все упоминания о династии Хусейнидов были удалены. 3 августа 1956 года был издан ещё один приказ о передаче исполнительной власти от короля к премьер-министру. Королевская гвардия также была упразднена и заменена одним из подразделений недавно реформированной тунисской армии лояльного только лично Бургибе, а не монарху.
Таким образом Бургиба работал над постепенным уменьшением власти короля, в то время как он сам перехватывал все рычаги власти, королю в конце концов не оставалось ничего, кроме как сидеть на троне и выполнять церемониальные функции, имея небольшую долю законодательной власти, например, ставить свою печать и подписывать приказы, решения и указы, представляемые ему Бургибой каждый четверг, что привело к созданию ограниченной монархии.

## Свержение монархии
После своего возвращения из Франции и заключения соглашений о внутренней независимости в 1955 году Хабиб Бургиба стремился заверить членов королевской семьи и послов великих держав, аккредитованных в Тунисе, в том, что будет принята конституционная монархия. С другой стороны, он ссылался на них с некоторыми встречными ссылками, аналогичными тому, что было сказано в его инаугурационной речи на Учредительном собрании 8 апреля 1956 года, в которой он восхвалял Мухаммеда VII, признавая, что он был сильным республиканцем.
15 июля 1957 года силы безопасности установили охрану королевского дворца, препятствуя входу и выходу из него. Полиция также установила наблюдение за всеми дорогами, ведущими к королевскому дворцу. 18 июля Бургиба начал информационную атаку на королевскую семью, сосредоточив внимание на их презрении к закону. На следующий день полиция арестовала младшего сына короля, принца Слаха Эддина (32 года). Затем премьер-министр Бургиба занимая одновременно пост министра иностранных дел встретился 23 июля с послами Франции, США, Египта, Италии, Великобритании, Испании и Марокко, узнавая об ожидаемой реакции этих стран, если монархия будет свергнута. Дипломаты посоветовали Бургибе умереить свой пыл, а посол Марокко вообще сообщил, что такой акт будет воспринят в Марокко с подозрением и может быть встречен неодобрением из-за дружбы между королевскими семьями Туниса и Марокко.

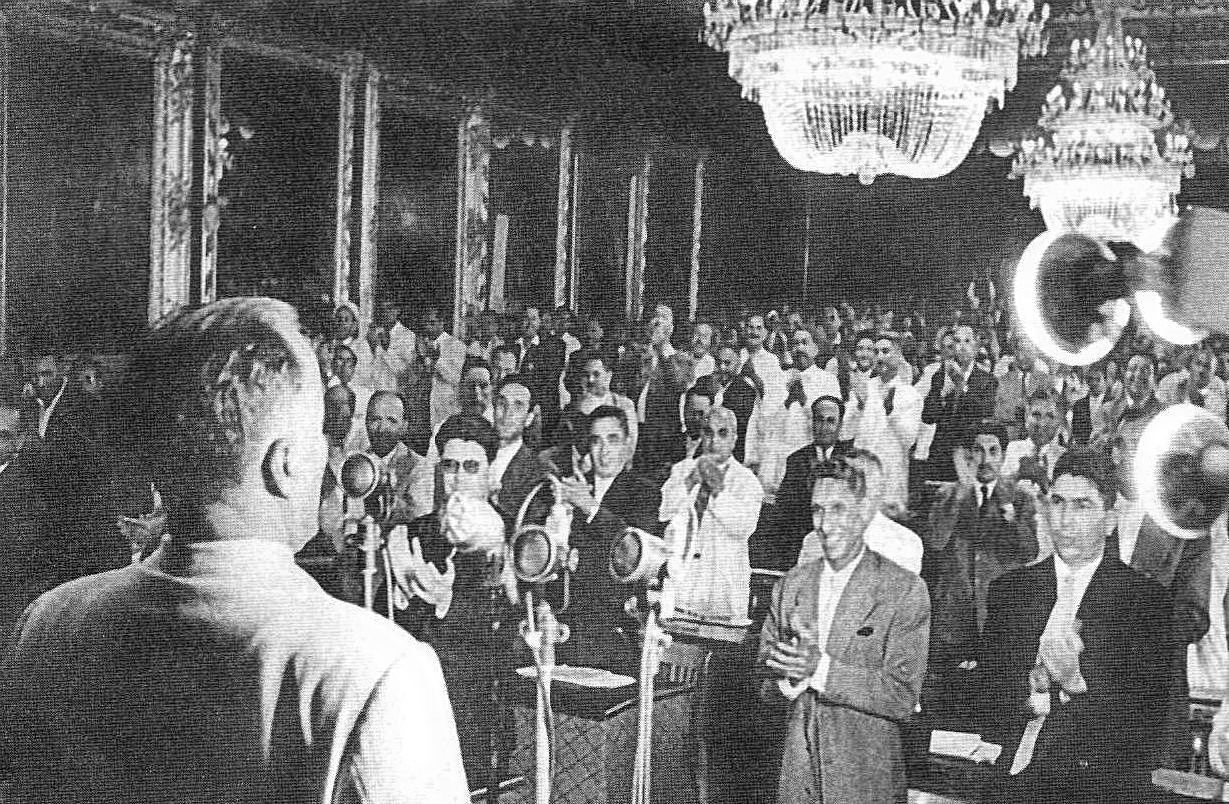
Провозглашение республики на учредительном собрании.

Вечером 23 июля политическое отделение партии Нео Дестур решило созвать 25 июля Учредительное собрание для рассмотрения вопроса о форме государственного устройства и возложило на него задачу провозглашения республики. В день сессии тунисские и зарубежные СМИ, включая радио и печатные издания, были приглашены принять участие в мероприятиях в дополнение к приглашению дипломатического корпуса. В половине десятого утра Учредительное собрание открыло свою работу. С самого начала спикер определил тему сессии, сказав, что на повестке дня в ней стоит вопрос о ликвидации монархии. После вызова депутатов, их выступления были сосредоточены на необходимости определения формы государственного устройства, подчёркивания недостатков монархии и призыва к созданию республики.
В шесть часов вечера депутаты единогласно проголосовали за создание республики. Монархия была упразднена решением Учредительного собрания и Тунис провозгласил преобразован в республику. Затем ассамблея провозгласила Бургибу первым президентом республики.

### Текст декларации о провозглашении Республики
Во имя Аллаха Милосердного

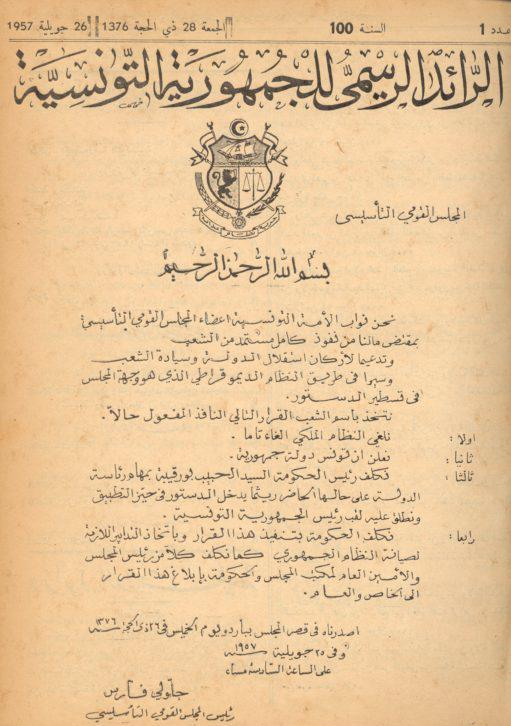
Текст декларации о провозглашении республики.

Мы, представители тунисской нации, члены Национального Учредительного собрания, в силу полной власти, которую мы получили от народа, в поддержку основ независимости государства и суверенитета народа, а также на пути к демократической системе, которая является целью ассамблеи при разработке конституции, мы немедленно принимаем следующее решение, вступающее в силу:
Первое: Мы полностью упраздняем монархию.
Второе: Мы заявляем, что Тунис является республикой
Третье: Мы возлагаем на премьер-министра г-на Хабиба Бургибу обязанности президента республики в её нынешнем состоянии до вступления в силу конституции, и мы называем этот титул Президент Тунисской Республики.
Четвертое: Мы поручаем правительству выполнить это решение и принять необходимые меры для поддержания республиканской системы управления. Мы также поручаем спикеру Ассамблеи, Генеральному секретарю канцелярии Ассамблеи и правительству сообщить об этом решении частным и публичным лицам.

Мы выпустили его во дворце Бардо в четверг в шесть вечера 26-го числа 1376 года Зу аль-Хиджжа и 25 июля 1957 года

## Последствия свержения монархии

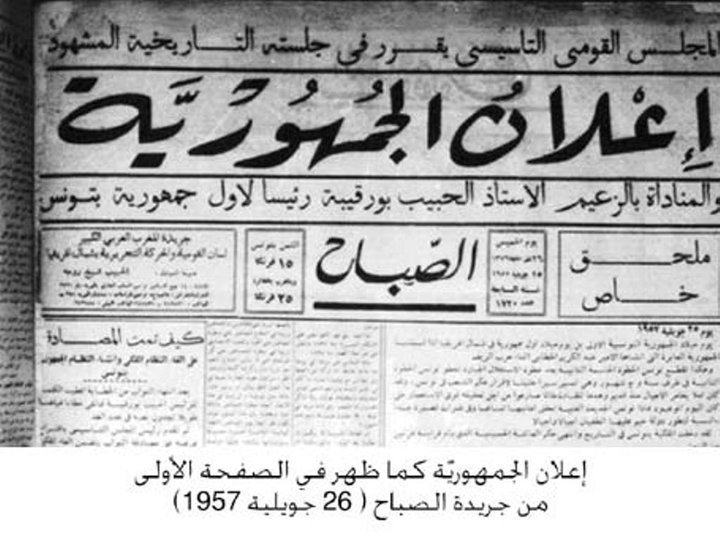
Тунисская газета объявила на следующий день о создании республики.

Бургиба был озабочен заявлениями представителей Ливии, Марокко и Саудовской Аравии, а также некоторых западных кругов по поводу провозглашения республики в Тунисе. В подтверждение этого посол Королевства Ливия покинул Учредительное собрание в знак протеста против провозглашения республики в силу договора, который связал две страны во время государственного визита премьер-министра Ливии Мустафы Бен Халима в Тунис в начале 1957 года, и подписания Бургибой и Мустафой бен Халимом Договора о братстве, сотрудничестве и добрососедстве между Тунисом и Ливией 6 января 1957 года. 21 февраля того же года король Сауд ибн Абдель Азиз посетил Тунис и встретился с королём. Это побудило Бургибу связаться с послами двух этих стран в Тунисе и заверить их, что угроз для королевской семьи нет.
В тот же день, день провозглашения республики, делегации состоящие из нескольких лиц было поручено проинформировать свергнутого короля о требованиях решения Учредительного собрания и предложить ему выполнить его. В состав делегации входили Али Белхуан (генеральный секретарь Национального учредительного собрания), Тайеб Мхири (министр внутренних дел), Ахмед Местири (министр юстиции), Дрисс Гиг (директор национальной безопасности), Абдельмаджид Чакер (член политбюро партии), Ахмед Зауш (мэр Туниса), Тиджани Ктари (командующий Национальной гвардией).
Мы сразу же вошли в тронный зал, причём без предупреждения, так как нас уже ожидали. Ламин бей, одетый в джеббу с распущенными волосами, стоял там с достоинством, не говоря ни слова. Белхуан театральным голосом произнёс Ас-Саламу Алейкум, а затем зачитал резолюцию Учредительного собрания. С нами пришёл фотограф и хотел начать работать, но король сразу же нарушил своё молчание. «Ах нет, только не это!» сказал он, делая жест отказа, последний признак своей власти. Мы не хотели отказывать старику в его желаниях или унижать его ещё больше. Затем Али Белхауан сделал жест приветствия рукой, повторил Ас-Саламу Алейкум своим громким голосом и повернулся на каблуках. Когда мы удалились, комиссар полиции Дрисс Гиг представился и сообщил свергнутому правителю о приказе министра внутренних дел, помещающем его под арест. В ходе этого, услышав произнесенное имя своего отца, король снова отреагировал, четко произнеся вслух «да спасет Аллах его душу», когда выходил из комнаты. Все было кончено. Все это не продлилось и трёх минут
.
Короля забрали вместе с его женой Лаллой Дженеиной, чтобы поместить вместе с семьёй под домашний арест в Хашимитский дворец в Манубе. В октябре 1958 года бея и его жену перевели в дом в пригороде Сукра, и он был освобождён только в 1960 году, чтобы свободно переехать в квартиру в Лафайете со своим сыном, принцем Салахом Эддином, до своей смерти 30 сентября 1962 года.
Хабиб Бургиба стал первым президентом Туниса установив авторитарное управление в стране став пожизненным правителем государства, наделив себя широкими полномочиями, ограничил свободы населения, уничтожил экономику Тунису, организовал цензуру и преследование политических оппонентов, а также культ собственной личности. Должность премьер-министра при его правлении была ликвидирована.

## Административно-территориальное деление
Новое административно-территориальное деление было создано указом премьер-министра королевства Хабибом Бургибой от 21 июня 1956 года. Последний организовал региональную администрацию, отныне осуществляемую губернаторами, генеральными секретарями и делегатами. Рамочный закон, принятый соответствующим образом, снял с должности:
38 каидов, включая шейха Эль-Медина Туниса;
49 кахий;
77 активных халифов.
Орган управления, который забрал на себя функции властей Caidal, выбирался из числа руководителей правящей партии. Махзен, орган состоящий из семей, которые контролировали областную администрацию, был демонтирован. Обосновывая это решение, премьер-министр Хабиб Бургиба заявил перед собранием партии Нео-Дестура 23 июня 1956 года:
«Мы сочли необходимым очистить эти рамки, чтобы обеспечить сотрудничество, основанное на взаимном уважении между государством, олицетворяемым в его представителях, и людьми, которые должны уважать в них уже не агентов колонизации, а служителей общественных интересов. Для подавляющего большинства руководителей, пострадавших от чистки, удар был тяжёлым. Некоторые сильно страдают от этого. Но мы были в неизбежной необходимости».
Были созданы следующие новые провинции:
- Беджа (вилайет)
- Бизерта (вилайет)
- Габес (вилайет)
- Гафса (вилайет)
- Джендуба (вилайет)
- Кайруан (вилайет)
- Кассерин (вилайет)
- Эль-Кеф (вилайет)
- Меденин (вилайет)
- Набуль (вилайет)
- Сфакс (вилайет)
- Сус (вилайет)
- Таузар (вилайет)
- Тунис (вилайет)